# Gjörwellsgatan

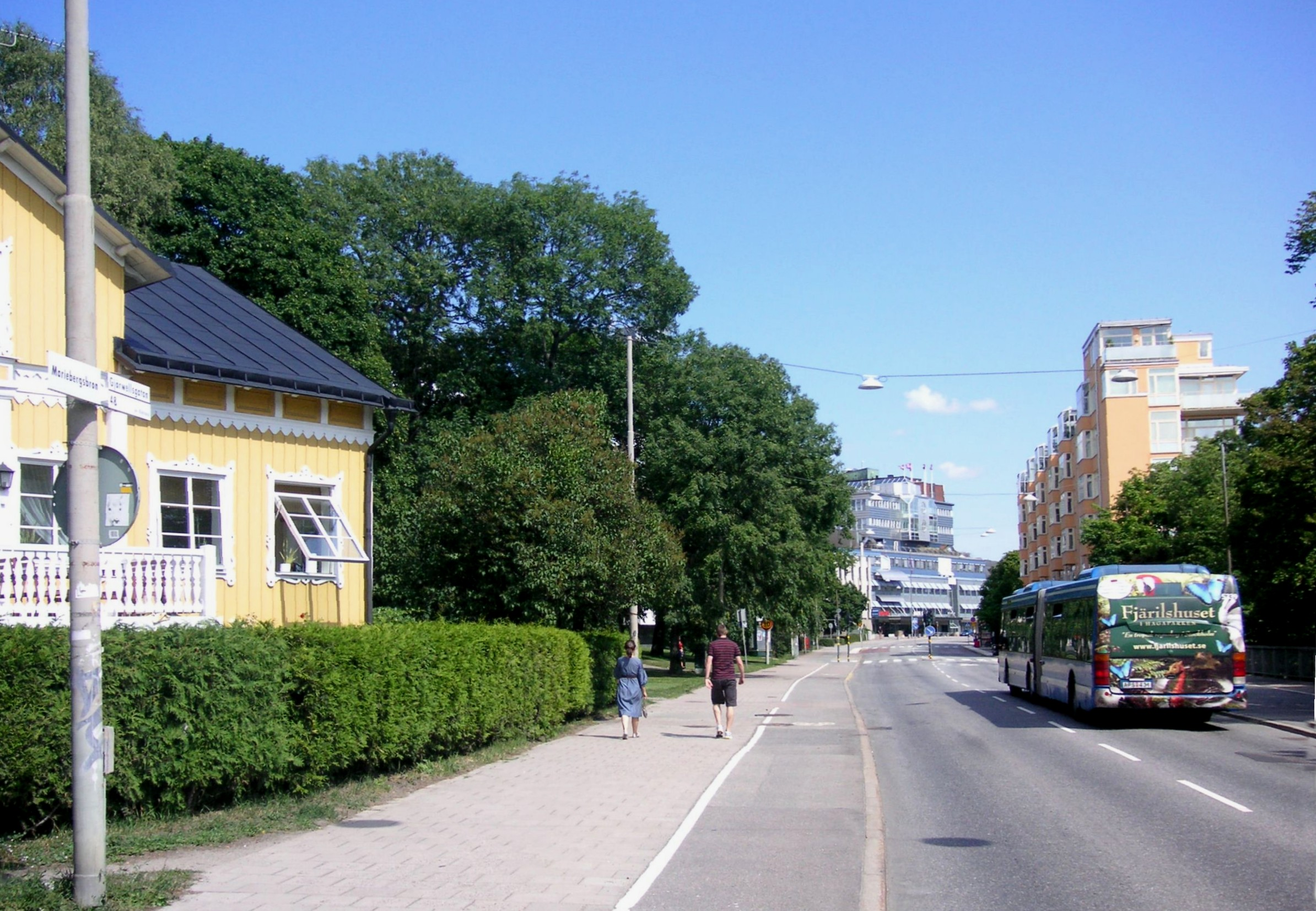
Gjörwellsgatan mot norr, juli 2008. Till vänster skymtar Villa Claestorp.

Gjörwellsgatan är en gata i Stockholm i stadsdelen Marieberg, den sträcker sig från Mariebergsbron i söder i nordostlig riktning till Rålambshovsleden. Längs Gjörwellsgatan finns tidningarna Dagens Nyheters och Expressens kontorshus (se DN-skrapan) och tidigare även Svenska Dagbladets redaktion (se SvD-huset), numera håller konsultföretaget Sweco till där. Ryska ambassaden ligger på Gjörwellsgatan 31. 

## Namnet
Gjörwellsgatan fick sitt nuvarande namn år 1945 efter biblioteksmannen Carl Christoffer Gjörwell d.ä. och dennes son med samma namn arkitekten Carl Christoffer Gjörwell d.y.
Efter Rysslands invasion av Ukraina i februari 2022 lades förslag fram för att byta namn på Gjörwellsgatan där Rysslands ambassad ligger till exempelvis "Boris Nemtsovs gata" eller "Zelenskyjgatan" efter Volodymyr Zelenskyj för att markera mot Ryssland och visa solidaritet med Ukraina.
Stockholms stads namnberedning avrådde från förslaget. Bland annat på grund av att boende inte velat byta namn på gatan och dessutom tyckte namnberedningen inte att man skulle uppkalla gatan efter en levande person. Istället föreslogs det att byta namn på en del av den intilliggande Mariebergsparken,  som senare bytte namn till Fria Ukrainas plats.